# Poecilimon eskishehirensis
Poecilimon eskishehirensis är en insektsart som beskrevs av Ünal 2003. Poecilimon eskishehirensis ingår i släktet Poecilimon och familjen vårtbitare. Inga underarter finns listade i Catalogue of Life.